# Ravensthorpe
Ravensthorpe város Ausztráliában, Perthtől 541 kilométernyire délkeletre, 40 kilométernyire Nyugat-Ausztrália déli partvidékétől. Ravensthorpe kistérség székhelye. A 2006-os népszámlálási adatok alapján 438 fő él itt.

## Története
1848-ban John Septimus Roe főfelügyelő a terület felügyeletét végezte, számos környékbeli földrajzi helyet nevezett el, többek közt a Ravensthorpe-hegységet is, amelyről a várost később elnevezték. A területen legelőször a Dunn testvérek laktak 1868-ban. A Dunn testvérek 1871-ben juhtenyésztésbe fogtak a vidéken. földterületi támogatást kaptak 1873-ban, amely 10010 hektáros terület volt.
James Dunn aranyat fedezett fel az Annabell Creeknél és a kormánytól engedélyt kapott a kitermelésre. A további jövedelmező felfedezések népességrobbanáshoz vezetett. A népesség 1901-re 1000 fő fölé emelkedett, ezért a kormány hivatalosan is elismerte Ravensthorpe települést.
A kormány egy réz- és aranykohót hozott létre a várostól, mintegy 2 kilométernyire délkeletre 1906-ban. A termelés csúcspontján több, mint 120 ember dolgozott az öntödében, amely ma elhagyatottan áll és körülötte találhatóak a termelés során kiszűrt anyagokból felhalmozott meddőhányók.
A vidéken tovább folytatódott 1909-ig a népesség emelkedése, amikor már elérte a 3000 főt. A virágkor azonban nem tartott sokáig, mivel az első világháború során adókat vetettek ki a bányákra, amelyek 1918-ban be is zártak a környéken.
A Western Australian Government Railways egyik elszigetelt ága épült meg Ravensthorpe és Hopetoun közt. A háború után a településen csak a farmgazdálkodás maradt meg, mint a gazdaság egyetlen túlélő ágazata. A nagy gazdasági világválságot követően a mezőgazdasági termelés növekedésnek indult.

## A ravensthorpe-i nikkelbánya
A BHP Billiton bányavállalat 2002-ben egy megvalósíthatósági tanulmány kivitelezésébe kezdett, amelynek során egy nikkel- és kobaltbányát nyitottak, illetve egy gyárüzem kiépítése is megkezdődött a várostól 35 kilométernyire keletre. A tanulmányt jóváhagyták, majd az építkezés röviddel ezután el is kezdődött 2004-ben. A gyár a Ravensthorpe Nickel Project néven híresült el, amelynek próbaüzeme 2007 októberében volt. A gyár hivatalosan 2008 óta működik.
2009 januárjában a BHP Billiton vállalat bejelentette, hogy leállítják a Ravensthorpe melletti üzemet és a bányászatot a nikkel világpiaci árának esése miatt, amelyet a gazdasági válság okozott. A döntés miatt 1800 munkahely szűnt meg és komoly következményei voltak a város gazdaságára.
2009 decemberében a vállalat eladta a bányát a torontói székhelyű First Quantumnak 340 millió amerikai dollárért.

## Fordítás
Ez a szócikk részben vagy egészben  a   Ravensthorpe című angol Wikipédia-szócikk ezen változatának fordításán alapul.  Az eredeti cikk szerkesztőit annak laptörténete sorolja fel. Ez a jelzés csupán a megfogalmazás eredetét és a szerzői jogokat jelzi, nem szolgál a cikkben szereplő információk forrásmegjelöléseként.